# Terry Davis
Terry Raymond Davis (Danville, Virginia, 17 de junio de 1967) es un exjugador de baloncesto estadounidense que disputó diez temporadas de la NBA. Con 2,06 metros de estatura, jugaba en la posición de ala-pívot. Es el padre del jugador profesional Ed Davis.

## Trayectoria deportiva

### Universidad
Jugó durante cuatro temporadas con los Panthers de la Universidad de Virginia Union, en las que promedió 15,5 puntos y 9,8 rebotes por partido. En 1998 fue elegido jugador del año de la Central Intercollegiate Athletic Association de la División II de la NCAA.

### Profesional
Tras no ser elegido en el Draft de la NBA de 1989, fichó como agente libre por los Miami Heat, donde jugó dos temporadas, promediando en la segunda de ellas 5,5 puntos y 4,8 rebotes por partido.
Después de no renovar con los Heat, fichó por los Dallas Mavericks, donde asumió el rol de ala-pívot titular, rozando el doble-doble en su primera temporada, tras promediar 10,2 puntos y 9,9 rebotes por partido. Al año siguiente mejoró su aportación en anotación, marchándose hasta los 12,7 puntos por partido, volviendo a ser el mejor reboteador de los Mavs, con 9,3 rechaces por encuentro.
Pero las lesiones se cebaron con él en las siguientes temporadas. Primero fue un accidente de tráfico el que le lastimó el hombro e hizo perderse 67 partidos de la temporada 1993-94. En las dos temporadas siguientes, una lesión en un dedo y una artroscopia en la rodilla le relegaron finalmente al banquillo, en los pocos partidos que pudo llegar a disputar. Pasó una temporada en blanco hasta que finalmente, en 1997 fichó por los Washington Wizards, donde en su primera temporada volvió a ser titular, pero se quedó muy lejos de los registros logrados en los Mavericks, promediando 4,4 puntos y 6,5 rebotes por partido. Al año siguiente nuevamente las lesiones le hicieron perderse más de la mitad de la temporada.
En 1999 fue traspasado, junto con Ben Wallace, Tim Legler y Jeff McInnis a Orlando Magic, a cambio de Isaac Austin, pero fue despedido antes del comienzo de la temporada. Tras otro año en blanco, fichó por los Denver Nuggets, donde nuevamente una lesión, una tendinitis en su tendón de Aquiles le hizo perderse la que iba a ser su última temporada como profesional.

## Estadísticas de su carrera en la NBA

### Temporada regular
| Temporada | Edad | Equipo             | Liga | Pos. | P   | TIT | MIN  | TC  | TCA  | %TC  | 3P  | 3PA | %3P  | TL  | TLA | %TL  | R.OF. | R.DEF. | REB | ASIS | ROB | TAP | PER | FP  | PTS  |
| 1989-90   | 22   | Miami Heat         | NBA  | PF   | 63  | 9   | 14.0 | 1.9 | 4.2  | .466 | 0.0 | 0.0 | .000 | 0.9 | 1.4 | .621 | 1.5   | 2.2    | 3.6 | 0.4  | 0.4 | 0.4 | 1.1 | 2.7 | 4.7  |
| 1990-91   | 23   | Miami Heat         | NBA  | PF   | 55  | 17  | 18.1 | 2.1 | 4.3  | .487 | 0.0 | 0.0 | .500 | 1.3 | 2.3 | .556 | 1.9   | 2.9    | 4.8 | 0.7  | 0.3 | 0.5 | 0.7 | 2.3 | 5.5  |
| 1991-92   | 24   | Dallas Mavericks   | NBA  | PF   | 68  | 67  | 31.6 | 3.8 | 7.8  | .482 | 0.0 | 0.1 | .000 | 2.7 | 4.2 | .635 | 3.4   | 6.5    | 9.9 | 0.8  | 0.4 | 0.4 | 1.7 | 3.0 | 10.2 |
| 1992-93   | 25   | Dallas Mavericks   | NBA  | PF   | 75  | 74  | 32.8 | 5.2 | 11.5 | .455 | 0.0 | 0.1 | .250 | 2.2 | 3.7 | .594 | 3.5   | 5.9    | 9.3 | 0.9  | 0.5 | 0.4 | 2.1 | 2.7 | 12.7 |
| 1993-94   | 26   | Dallas Mavericks   | NBA  | PF   | 15  | 5   | 19.1 | 1.6 | 3.9  | .407 | 0.0 | 0.0 |      | 0.5 | 0.8 | .667 | 2.0   | 2.9    | 4.9 | 0.4  | 0.6 | 0.1 | 0.3 | 1.8 | 3.7  |
| 1994-95   | 27   | Dallas Mavericks   | NBA  | PF   | 46  | 2   | 12.6 | 1.1 | 2.5  | .434 | 0.0 | 0.0 | .000 | 0.9 | 1.4 | .636 | 1.4   | 2.0    | 3.4 | 0.2  | 0.1 | 0.1 | 0.7 | 1.7 | 3.0  |
| 1995-96   | 28   | Dallas Mavericks   | NBA  | PF   | 28  | 0   | 17.9 | 2.0 | 3.9  | .509 | 0.0 | 0.0 |      | 1.0 | 1.7 | .574 | 1.5   | 2.6    | 4.2 | 0.8  | 0.4 | 0.1 | 0.9 | 2.4 | 4.9  |
| 1997-98   | 30   | Washington Wizards | NBA  | PF   | 74  | 66  | 23.0 | 1.7 | 3.5  | .496 | 0.0 | 0.0 | .000 | 0.9 | 1.6 | .580 | 2.8   | 3.7    | 6.5 | 0.4  | 0.6 | 0.3 | 0.8 | 2.6 | 4.4  |
| 1998-99   | 31   | Washington Wizards | NBA  | C    | 37  | 34  | 15.6 | 1.3 | 2.5  | .533 | 0.0 | 0.0 |      | 0.8 | 1.0 | .737 | 1.4   | 2.4    | 3.8 | 0.3  | 0.3 | 0.1 | 0.4 | 2.1 | 3.4  |
| 2000-01   | 33   | Denver Nuggets     | NBA  | PF   | 19  | 1   | 12.0 | 0.6 | 1.3  | .480 | 0.0 | 0.0 |      | 0.5 | 1.2 | .409 | 1.3   | 1.5    | 2.8 | 0.4  | 0.1 | 0.1 | 0.3 | 1.8 | 1.7  |
| Total     |      |                    | NBA  |      | 480 | 275 | 21.6 | 2.5 | 5.3  | .472 | 0.0 | 0.0 | .158 | 1.4 | 2.3 | .605 | 2.3   | 3.7    | 6.0 | 0.6  | 0.4 | 0.3 | 1.1 | 2.5 | 6.4  |